# نفل قوقازي
النفل القوقازي (باللاتينية: Trifolium caucasicum) هو أحد الأنواع في جنس النفل من الفصيلة البقولية.

## الموئل والانتشار
ينتشر في بلاد الشام وتركيا والقوقاز وحوض البحر الأسود.

## مرادفات للاسم العلمي
- (باللاتينية: Trifolium cassium Boiss. (provisional))
- (باللاتينية: Trifolium marschalii Rouy)
- (باللاتينية: Trifolium topczibaschevii Khalilov)
- (باللاتينية: Trifolium ochroleucon subsp. caucasicum (Tausch) Kožuharov)